# جان وینتر
جان وینتر (انگلیسی: John Winter؛ ۳ دسامبر ۱۹۲۴ – ۵ دسامبر ۲۰۰۷) ورزشکار پرش ارتفاع اهل استرالیا بود.